# 스콧 카슨
스콧 폴 카슨(Scott Paul Carson, 1985년 9월 3일 ~ )은 잉글랜드의 축구 선수로, 포지션은 골키퍼이다.

## 국가대표 경력
- 2006 FIFA 월드컵

## 수상

#### 리버풀
- UEFA 챔피언스리그 : 2004-05
- UEFA 슈퍼컵 : 2005

#### 맨체스터 시티
- FA 커뮤니티 쉴드 : 2024
- UEFA 챔피언스리그 : 2022-23
- UEFA 슈퍼컵 : 2023
- FIFA 클럽 월드컵 : 2023

### 개인
- 찰튼 애슬레틱 올해의 선수 : 2006-07
- 더비 카운티 올해의 선수 : 2016-17
- EFL 챔피언십 이 달의 선수 : 2017년 12월